# فولکس‌واگن ای‌اواس

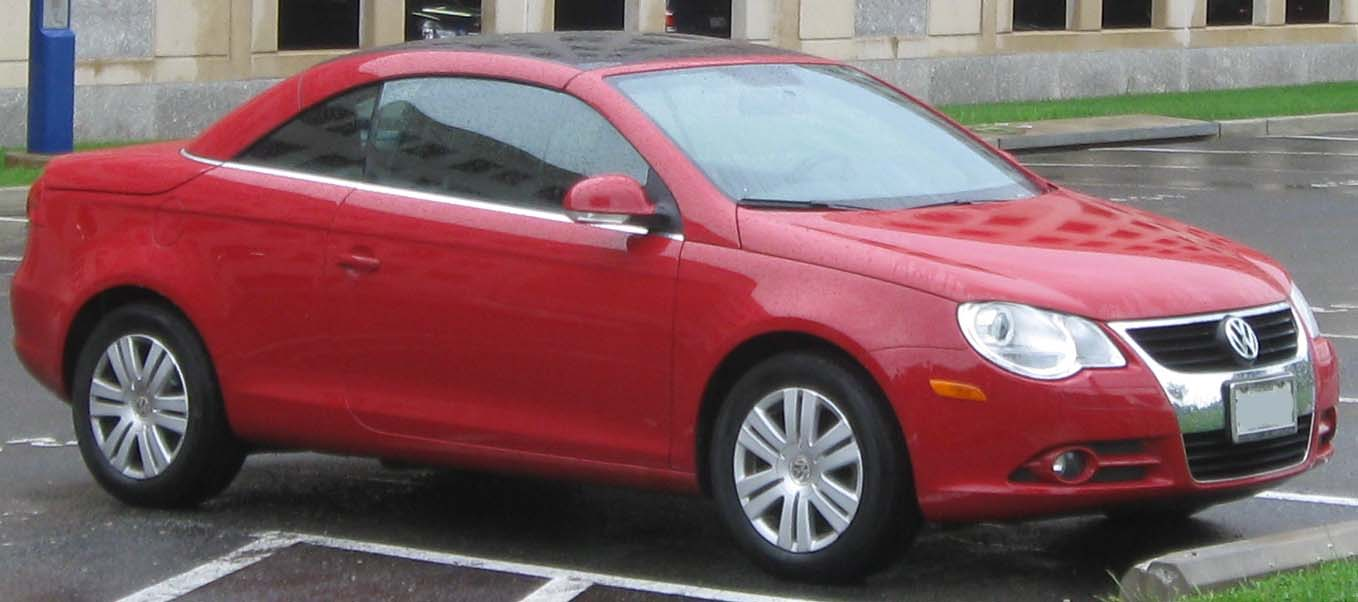

فولکس‌واگن ای‌اواس (Volkswagen Eos) خودرویی است که از سال ۲۰۰۶_۲۰۱۵  در پرتغال تولید شده‌است. طراحی آن خودروهای موتور جلو-محور جلو بوده طول آن در حالت طبیعی ۴٬۴۰۷ میلیمتر (۱۷۳٫۵ اینچ) و عرض آن در حالت طبیعی ۱٬۷۹۱ میلیمتر (۷۰٫۵ اینچ) و ارتفاع آن در حالت طبیعی ۱٬۴۴۳ میلیمتر (۵۶٫۸ اینچ) است. سیستم جعبه‌دندهٔ آن ۶ دنده به صورت دستی است.